# Новороссийск (аэропорт)
Новоросси́йск (ИАТА: NOI, ИКАО: UPKH) — бывший аэропорт, располагавшийся в Новороссийске, недалеко от посёлка Мысхако. Закрыт в 1986 году, ближайший от города действующий аэропорт (30 км) — в соседнем Геленджике.

## История
Изначально аэропорт Новороссийска являлся военным аэродромом и использовался, соответственно, ВВС. В 1969 году на его базе был открыт аэропорт. Первое время полёты осуществлялись на самолётах Ан-2 в Краснодар, а позже — на Ан-24, Як-40, Л-410 — и в другие города СССР.
Пассажирские рейсы из а/п Новороссийск прекратились в 1986 году, и точная причина этого до сих пор не ясна. Одной версией прекращения полётов считают слишком ветренную погоду Новороссийска. Другой — предусмотренное генеральным планом развития города жилищное строительство на близлежащей территории.
В дальнейшем — вплоть до середины 2000-х годов, перрон и ВПП периодически использовались в качестве посадочной площадки для вертолётов, в том числе Ми-24 и Ми-26.
Здания аэровокзала, диспетчерской и всё оборудование демонтировано; но на некоторых участках до сих пор существует асфальтобетонное покрытие бывшей ВПП. Территория застраивается многоквартирными домами.

## Пункты назначения
Из Новороссийского аэропорта пассажирские перевозки выполнялись в Краснодар, Батуми, Москву, Днепропетровск, Белгород, Кишинёв, Одессу, Кривой Рог, Донецк, Ростов-на-Дону, Ригу, Черкассы, Харьков, Минск, Кутаиси, Симферополь и Киев.